# 馬鞍山線
馬鞍山線（ばあんざんせん）は、香港新界沙田の大囲駅と新界沙田馬鞍山の烏渓沙駅を結ぶ香港鉄路有限公司（港鉄（MTR））の鉄道路線である。2020年2月14日に屯馬線一期に併合された。

## 概要
当路線は、「大囲（Tai Wai）」から「烏渓沙（Wu Kai Sha）」の新界東部にある城門河や沙田海・吐露港の東岸を北に走る。2007年12月に完成した。路線の背後には山が迫っており、山肌と海岸の間を縫うようにして造られている。この一帯の海岸線は埋め立てが進行しており、新しく埋め立てられた場所には住宅地として超高層アパートなどが建設されている。
香港の他の道路や鉄道と異なり、大囲駅での東鉄線への乗り換えの便宜を図るため右側通行となっている。

## 路線データ
- 駅数：9
- 軌間：1,435 mm
- 複線区間：全線
- 電化区間：全線（交流 25,000 V・50 Hz）
- 閉塞方式：車内信号閉塞式
- 地上区間：全線
- 走行方向：右側通行

## 運行形態
普通列車は、馬鞍山線用に投入された5ドア通勤電車4両編成×18本で運転される。
2017年初より、段階的に計15編成の8両編成車両が導入され、4両編成車両を置き換えてゆくことが、2016年11月に発表された。これは、東西線を構成する屯馬線の開業に向けた準備の一環として実施されるもの。当初は2編成が導入され、2018年までに段階的に置き換えが行われる予定。

## 車両
- SP1950形電車

## 歴史
- 2006年12月22日：大囲駅 - 馬鞍山駅間開業。
- 2017年1月15日：8両編成のSP1950/SP1900形電車運行開始。
- 2020年2月14日：屯馬線大囲 - 啓徳間が延伸開業。

## 駅一覧
| 駅名     | 駅名         | 駅名         | 駅名            | 開業年月日     | 駅間キロ (km) | 累計キロ (km) | 乗り換え | 所在地          | 所在地 |
| 日本語   | 繁体字香港語 | 簡体字中国語 | 英語            | 開業年月日     | 駅間キロ (km) | 累計キロ (km) | 乗り換え | 所在地          | 所在地 |
| 烏渓沙駅 | 烏溪沙站     | 乌溪沙站     | Wu Kai Sha      | 2004年12月21日 | -             | 0.0           |          | 香港 特別行政区 | 沙田区 |
| 馬鞍山駅 | 馬鞍山站     | 马鞍山站     | Ma On Shan      | 2004年12月21日 | 1.3           | 1.3           |          | 香港 特別行政区 | 沙田区 |
| 恒安駅   | 恆安站       | 恒安站       | Heng On         | 2004年12月21日 | 0.9           | 2.2           |          | 香港 特別行政区 | 沙田区 |
| 大水坑駅 | 大水坑站     | 大水坑站     | Tai Shui Hang   | 2004年12月21日 | 1.0           | 3.3           |          | 香港 特別行政区 | 沙田区 |
| 石門駅   | 石門站       | 石门站       | Shek Mun        | 2004年12月21日 | 3.0           | 6.2           |          | 香港 特別行政区 | 沙田区 |
| 第一城駅 | 第一城站     | 第一城站     | City One        | 2004年12月21日 | 0.7           | 7.0           |          | 香港 特別行政区 | 沙田区 |
| 沙田囲駅 | 沙田圍站     | 沙田围站     | Sha Tin Wai     | 2004年12月21日 | 1.1           | 8.1           |          | 香港 特別行政区 | 沙田区 |
| 車公廟駅 | 車公廟站     | 车公庙站     | Che Kung Temple | 2004年12月21日 | 1.0           | 9.1           |          | 香港 特別行政区 | 沙田区 |
| 大囲駅   | 大圍站       | 大围站       | Tai Wai         | 1986年4月23日  | 0.8           | 9.9           | ■東鉄線  | 香港 特別行政区 | 沙田区 |

## 屯馬線に併合
大囲 - 紅磡駅間を東九龍経由で結ぶ沙田至中環線（沙中線）が2021年末の開業を目指して建設中である。このうち大囲 - 啓徳駅間は2020年2月14日に開業した。全線開業後は西鉄線と接続され、屯門駅までの九龍半島東西を結ぶ屯馬線となる。